# Glasbild

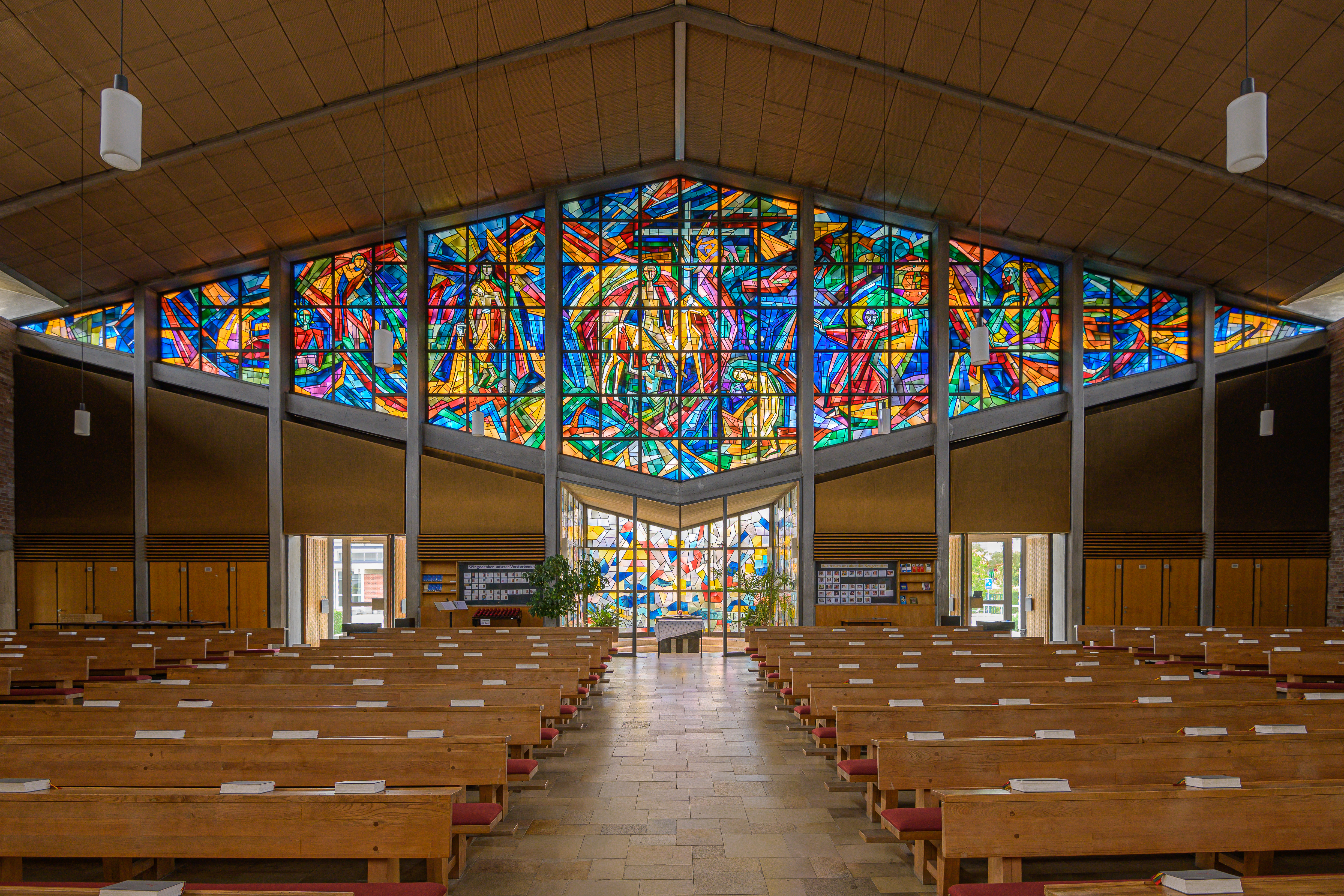
Glasbildfenster von Alfred Stifter in der Pfarrkirche Traun-St. Martin

Das Glasbild versteht sich im Unterschied zur architekturbezogenen Glasmalerei als autonomes,  künstlerisch gestaltetes, gläsernes Kunstwerk in Form kleinerer Kabinettscheiben. Das transparente Glasbild unterscheidet sich auch bewusst von der im Auflicht erlebten Hinterglasmalerei.

## Geschichte
Glasbilder führten über Jahrhunderte ein Schattendasein neben den ehemals hauptsächlich sakralen, seit dem Spätmittelalter oftmals auch profanen, in die Architektur fest integrierten Glasmalereien.
Als künstlerisch eigenständige Form emanzipierte sich das Glasbild in der zweiten Hälfte des 20. Jahrhunderts. Neben den damals üblichen Kabinettscheiben entdecken Künstler die Vorteile der kleineren und damit handlicheren, architektonisch nicht gebundenen Vorhängescheiben. Oftmals wurden Ausschnitte geplanter Glasmalereien in Form von Probefeldern und Musterscheiben als solche realisiert.
Einzelne Künstler wandten sich vermehrt dem Glasbild als eigenständige Form zu.

## Künstler
Horst Hähle schuf eine Vielzahl mobiler Glasbilder aus stark schattierten, geblasenen Echtantik-Gläsern im traditionellen Bleiverbund.
Ada Isensee nutzt die Techniken der Glasmalerei, um auf mundgeblasenen Überfanggläsern durch Sandstrahlung, Ätzung oder Bemalung ihre Bildwelten entstehen zu lassen.
Nabo Gass nutzt die Transparenz des Glases. Seine Bilder bestehen aus mehreren Ebenen, die unterschiedlich gestaltet sind. Mit der Vielschichtigkeit seiner Glasarbeiten, dem Wechselspiel von verschiedenen Überlagerungen, verweist er auf die Widersprüche einer facettenreichen Realität.

## Moderne Glasbilder
Industriell hergestellte Glasbilder werden durch neue Druckverfahren wie dem UV-Inkjet-Verfahren bedruckt oder durch Lasertechnologie gelasert und lösen die klassische Bemalung ab. Die Glasinnengravur sowie der Digitaldruck haben sich dabei in der industriellen Fertigung durchgesetzt. Durch den Einsatz moderner Druckmaschinen ist es möglich, nahezu jedes Motiv auf die Glasoberfläche zu drucken. Besonders beliebt sind fotografische Motive und abstrakte Formen. Eine weitere Form des Glasbildes stellt der Fotodruck hinter geschliffenen Echtglas dar. Bei dieser Variante wird das Motiv auf einen dünnen Papieruntergrund gedruckt und hinter geschliffenes Echtglas geklebt und versiegelt. Eine Glasinnengravur entsteht hingegen mit modernen Lasern und ist zumeist farblos. Verwendung finden die Glasbilder vor allem im Wohnbereich als Dekoration oder immer verstärkter in der Küche als Ersatz des Fliesenspiegel oder der kompletten Küchenrückwand. Die Formatabmessung variiert stark, da die Maße der Glasbilder von der jeweiligen Druckmaschine abhängen. Prinzipiell ist jedoch jedes Format realisierbar.